# Gouverneur général des Tuvalu
Le gouverneur général des Tuvalu (en anglais : Governor-General of Tuvalu) est le chef de l'État de facto des Tuvalu. Il représente le chef de l'État de jure, le monarque des Tuvalu (depuis le 8 septembre 2022, Charles III).
Le gouverneur général exerce les fonctions et responsabilités du roi en son nom, lorsqu'il n'est pas présent lui-même aux Tuvalu. Ces fonctions sont essentiellement symboliques.
Le gouverneur général est officiellement nommé par le monarque, qui est toutefois tenu d'agir en accord avec les recommandations du Premier ministre, et c'est donc ce dernier qui choisit véritablement le gouverneur général. Le premier ministre consulte le Fale i Fono (Parlement) afin d'effectuer son choix.
L'actuel gouverneur général est Sir Tofiga Vaevalu Falani, nommé à cette fonction en 2021.

## Historique
La fonction de gouverneur général est instituée à l'indépendance des Tuvalu le 1er octobre 1978.

### Crise constitutionnelle de 2013
Ordinairement, les fonctions du gouverneur général sont cérémonielles et symboliques. En 2013, toutefois, le gouverneur général  Iakoba Italeli exerce ses pouvoirs de réserve dans le cadre d'une crise politique.

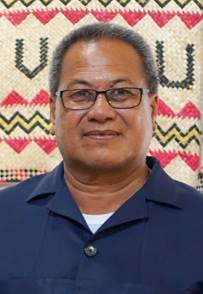
Sir Iakoba Italeli, gouverneur général de 2010 à 2019.

Le 21 décembre 2012, le décès du ministre des Finances Lotoala Metia prive le gouvernement du Premier ministre Willy Telavi d'une majorité claire au Parlement : il ne dispose plus que de sept sièges, soit autant que l'opposition dirigée par Enele Sopoaga. Dès lors, le gouvernement ne convoque plus le Parlement. Une élection partielle doit se tenir pour le siège laissé vacant par Metia, à Nukufetau ; Telavi parvient à retarder sa tenue jusqu'à ce qu'une décision de justice le contraigne à permettre cette élection, le 28 juin 2013. Le siège est remporté par le candidat de l'opposition, Elisala Pita. L'opposition demande alors que le Parlement soit convoqué, afin que le gouvernement puisse être destitué par une motion de censure déposée par la nouvelle majorité. Telavi répond que la Constitution prévoit que le Parlement siège au minimum une fois par an : il considère donc ne pas avoir à convoquer l'assemblée avant décembre 2013. Le 3 juillet, face à ce refus, le gouverneur général, Iakoba Italeli, fait usage de ses prérogatives constitutionnelles pour convoquer le Parlement pour le 30 juillet.
Ce jour-là, alors que l'opposition s'apprête à déposer une motion de censure, le ministre de la Santé Taom Tanukale démissionne de son poste de député, et donc également de son ministère. À la suite de la mort de Metia, et le ministre de l'Éducation Falesa Pitoi étant à l'étranger pour cause de maladie depuis décembre 2012, la démission de Tanukale ne laisse que quatre ministres en poste et actifs : le Premier ministre, le vice-Premier ministre, Kausea Natano, le ministre des Affaires étrangères, Apisai Ielemia, et la ministre de l'Intérieur Pelenike Isaia. Le gouvernement, désormais nettement minoritaire, dispose par ailleurs du soutien du président du Parlement, mais n'a aucun simple député dans son camp. Le lendemain, la raison de la démission de Tanukale est révélée. Le président du Parlement, Kamuta Latasi, rejette la demande de l'opposition qu'une motion de censure soit votée ; il évoque l'existence d'un siège vacant. Latasi ajourne le Parlement, statuant que celui-ci ne se réunira à nouveau qu'après la tenue d'une élection partielle dans la circonscription de Tanukale. Il prolonge ainsi la survie politique du gouvernement Telavi.
L'opposition se tourne vers le gouverneur général. Le 1er août, Telavi annonce son intention de limoger Iakoba. Celui-ci prend les devants, et limoge le Premier ministre ; il nomme le chef de l'opposition officielle, Enele Sopoaga, Premier ministre par intérim. Refusant d'être limogé, Telavi réitère alors son intention de demander à la reine de limoger Italeli. L'article 55 de la Constitution dispose que le gouverneur général peut être démis de ses fonctions par le monarque, uniquement sur demande du Premier ministre, ce dernier devant nécessairement avoir au préalable consulté en privé les députés. Le 2 août, le Parlement retire officiellement sa confiance dans le gouvernement Telavi, et l'opposition, majoritaire, prend le pouvoir. Sopoaga, ayant reçu la confiance du Parlement, écrit au Palais de Buckingham et demande à la reine de ne tenir aucun compte de la demande formulée par Telavi.

### Intérim 2019-2021
Gouverneur général depuis avril 2010 et approchant la fin de son second mandat, Iakoba Italeli quitte sa fonction en août 2019 pour se présenter, sans succès, aux élections législatives de septembre 2019. Teniku Talesi Honolulu assure alors l'intérim et préside notamment à l'élection par le Parlement du nouveau Premier ministre, Kausea Natano, à l'issue de ces élections,. En janvier 2021, elle est remplacée dans la fonction de gouverneur général par intérim par Samuelu Teo.

## Liste des gouverneurs généraux
| No | Portrait                                                                | Identité                                                 | Période           | Période           | Durée                     |
| No | Portrait                                                                | Identité                                                 | Début             | Fin               | Durée                     |
| -- | ----------------------------------------------------------------------- | -------------------------------------------------------- | ----------------- | ----------------- | ------------------------- |
| 1  | Pas de portrait sous licence libre disponible pour Fiatau Penitala Teo. | Fiatau Penitala Teo (1911 - 1998)                        | 1er octobre 1978  | 1er mars 1986     | 7 ans et 5 mois           |
| 2  | Pas de portrait sous licence libre disponible pour Tupua Leupena.       | Tupua Leupena (1922 - 1996)                              | 1er mars 1986     | 1er octobre 1990  | 4 ans et 7 mois           |
| 3  | Pas de portrait sous licence libre disponible pour Toaripi Lauti.       | Toaripi Lauti (1928 - 2014)                              | 1er octobre 1990  | 1er décembre 1993 | 3 ans et 2 mois           |
| 4  | Pas de portrait sous licence libre disponible pour Tomu Sione.          | Tomu Sione (1941 - 2016)                                 | 1er décembre 1993 | 21 juin 1994      | 6 mois et 20 jours        |
| 5  | Pas de portrait sous licence libre disponible pour Tulaga Manuella.     | Tulaga Manuella (né en 1936)                             | 21 juin 1994      | 26 juin 1998      | 4 ans et 5 jours          |
| 6  | Pas de portrait sous licence libre disponible pour Tomasi Puapua.       | Tomasi Puapua (né en 1938)                               | 26 juin 1998      | 9 septembre 2003  | 5 ans, 2 mois et 14 jours |
| 7  | Faimalaga Luka                                                          | Faimalaga Luka (1940 - 2005)                             | 9 septembre 2003  | 15 avril 2005     | 1 an, 7 mois et 6 jours   |
| 8  | Filoimea Telito                                                         | Filoimea Telito (1945 - 2011)                            | 15 avril 2005     | 19 mars 2010      | 4 ans, 11 mois et 4 jours |
|    | Kamuta Latasi, 11 janvier 2012.                                         | Par intérim : Kamuta Latasi (né en 1936)                 | 19 mars 2010      | 16 avril 2010     | 28 jours                  |
| 9  | Iakoba Italeli                                                          | Iakoba Italeli (né en années 1950)                       | 16 avril 2010     | 22 août 2019      | 9 ans, 4 mois et 6 jours  |
|    | Teniku Talesi Honolulu                                                  | Par intérim : Teniku Talesi Honolulu (née au XXe siècle) | 22 août 2019      | janvier 2021      | 1 an et 5 mois            |
|    | Samuelu Teo                                                             | Par intérim : Samuelu Teo (1957 - 2024)                  | janvier 2021      | 28 septembre 2021 | 8 mois                    |
| 10 | Tofiga Vaevalu Falani                                                   | Tofiga Vaevalu Falani (né au XXe siècle)                 | 29 septembre 2021 |                   |                           |